# Jimmy Lai

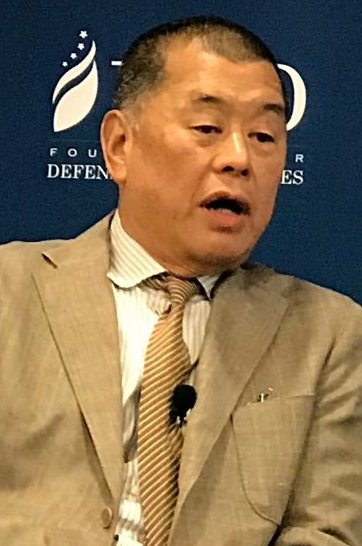
Jimmy Lai durante evento da Foundation for Defense of Democracies.

Lai Chee-Ying (chinês: 黎智英, nascido em Cantão, em 8 de dezembro de 1947), conhecido profissionalmente como Jimmy Lai, é um empreendedor de Hong Kong. Foi fundador da varejista de roupas Giordano, da companhia de mídia Next Digital e do jornal Apple Daily, três empresas baseadas em Hong Kong. Possuia, em 2008, um patrimônio estimado em 1,2 bilhão de dólares americanos.
É um dos principais contribuintes do campo pró-democracia, em especial do Partido Democrático. 
Um conhecido crítico do governo da República Popular da China baseado em Pequim, Jimmy Lai foi preso em 10 de agosto de 2020, pela polícia de Hong Kong, sob a acusação de violar a nova Lei de Segurança Nacional de Hong Kong.